# Portrait de Louis, prince héritier de Bavière
Portrait de Louis, prince héritier de Bavière est un portrait peint en 1807 par l'artiste suisse Angelica Kauffmann. Il représente le futur roi Louis Ier de Bavière, alors prince héritier et successeur désigné de son père Maximilien Ier.
Le tableau fait partie de la collection de la Neue Pinakothek de Munich

## Contexte
Louis de Bavière s'était lancé dans un grand voyage en Italie lorsqu'il posa pour Angelica Kauffmann à Rome, alors sous contrôle français. À l'époque, la Bavière était alliée à Napoléon dans les guerres napoléoniennes. Le prince bavarois joua plus tard un rôle déterminant dans la décision de la Bavière de changer de camp en 1813. Une fois devenu roi en 1822, son encouragement aux arts et à l'architecture a valu à sa capitale Munich le surnom de « Nouvelle Athènes ».
Kauffmann a travaillé en Grande-Bretagne pendant plusieurs années, où elle a été membre fondatrice de la Royal Academy of Arts, avant de s'installer à Rome. 
Le Portrait de Louis, prince héritier de Bavière est l'une de ses dernières œuvres puisqu'elle mourut la même année. Aujourd'hui, le tableau fait partie de la collection de la Neue Pinakothek de Munich.